# Regnbuepiger
|  | Denne artikel er oprettet af botten Steenthbot ud fra en ekstern database. Den kan derfor have sproglige fejl eller mangler. Denne skabelon kan fjernes efter kontrol af indholdet. |

Regnbuepiger er en dansk kortfilm fra 2017 instrueret af Zinnini Elkington.

## Handling
Bloome, Kara og Mynte er de farvestrålende outsidere i en lidt kedelig og ensartet 9.-klasse. De har stil og attitude – det synes de i hvert fald selv. Bloome drømmer om, at de tre regnbuepiger skal vinde den årlige konkurrence – en lipsync-battle – på skolen og på den måde opnå respekt fra de populære piger. Men da trioen begynder at få nye interesser, falder Bloomes plan på gulvet.

## Medvirkende
- Alvilda Lyneborg Lassen, Bloome
- Claire Pondevie, Mynte
- Flora Xenia, Kara
- Linn Lüders, Sofie